# Estación de Carranque
Carranque es una estación de la línea 1 del Metro de Málaga. Se sitúa en la calle de la Virgen de la Cabeza, cercana al Hospital Carlos Haya y a la Ciudad Deportiva de Carranque, en el distrito Cruz de Humilladero de Málaga, España.

## Historia
Inicialmente iba a denominarse Estación de Carlos Haya.

### Apertura
Fue inaugurada el 30 de julio de 2014, junto al trazado original de la red. 

## Situación
La estación de Carranque está emplazada en la calle Virgen de la Cabeza (perteneciente junto a la avenida Juan XIII a la conocida como Ronda Intermedia) en la popular y poblada barriada de Carranque (de la que la estación toma su nombre), en el cruce entre la avenida del Obispo Ángel Herrera Oria y calle Cómpeta. Relativamente próximas a la estación están la Ciudad Deportiva de Carranque y el Hospital Carlos Haya, del que iba a tomar nombre originalmente. 
El principal objetivo de la estación es la de acercar la red de metro con el Hospital Carlos Haya, siendo la estación de la red que dista menos distancia con otra. También da servicio a zonas muy pobladas como es toda el área de Carranque,

## Características
La estación se compone de dos niveles subterráneos, el primero donde se encuentran las máquinas expendedoras y los tornos de entrada y uno inferior donde están las vías. Cuenta con un andén central y dos vías.

## Accesos
- Ascensor: Calle Virgen de la Cabeza, 2
- Calle Virgen de la Cabeza, 2 (Junto al cruce con calle Cómpeta)

## Líneas y conexiones

### Metro
| << cabecera | < estación | LÍNEA | LÍNEA | LÍNEA | estación >   | cabecera >>    |
| Atarazanas  | Barbarela  |       |       |       | Portada Alta | Andalucía Tech |